# Rahtelov vrh
Rahtelov vrh je 667 m visok hrib nad Slovenj Gradcem. 
Na njem so obiskovalcu na voljo gostinska ponudba, gozdna učna pot in vzletišče za jadralne padalce. Smučišče je pred nekaj desetletji propadlo.

## Gozdna učna pot
Osrednja tema GUP Rahtelov vrh je »Gozd mojega mesta«. Dolga je 4 km. Odprli so jo leta 2004. Na začetku in koncu poti stoji elektronski žig Komunale Slovenj Gradec.